# Keroplatus nigrescens
Keroplatus nigrescens är en tvåvingeart som beskrevs av Edwards 1931. Keroplatus nigrescens ingår i släktet Keroplatus och familjen platthornsmyggor. Inga underarter finns listade i Catalogue of Life.